# ليديا بلقاسمي
ليديا بلقاسمي (بالفرنسية: Lydia Belkacemi)‏ (من مواليد 2 مارس 1994) هي لاعبة كرة قدم جزائرية تلعب مع نادي بريست وكذلك مع المنتخب الجزائري.
لعبت مع الجزائر في كأس الأمم الأفريقية للسيدات 2018، حيث سجلت في المباراة ضد مالي.
سبق لها أن مثلت منتخبات فرنسا تحت 16 سنة وتحت 17 سنة وتحت 19 سنة.

## روابط خارجية
- ليديا بلقاسمي على موقع قاعدة بيانات كرة القدم.إي يو (الإنجليزية)
- ليديا بلقاسمي على موقع Soccerway.com (الإنجليزية)
- ليديا بلقاسمي على موقع عالم كرة القدم.نت (الإنجليزية)